# Arco (Idaho)
Pour les articles homonymes, voir Arco.
La ville américaine d’Arco est le siège du comté de Butte, dans l’Idaho. 
C'est près d’Arco, au Experimental Breeder Reactor I (EBR-I) que, dès le 20 décembre 1951, on produisit pour la première fois de l’électricité grâce à l’énergie atomique. La production de cette centrale nucléaire était alors de 100 kW.

## Démographie
| 1910 | 1920 | 1930 | 1940 | 1950 | 1960  |
| ---- | ---- | ---- | ---- | ---- | ----- |
| 322  | 737  | 572  | 548  | 961  | 1 562 |

| 1970  | 1980  | 1990  | 2000  | 2010 | - |
| ----- | ----- | ----- | ----- | ---- | - |
| 1 244 | 1 241 | 1 016 | 1 026 | 995  | - |

## Source
- (en) Cet article est partiellement ou en totalité issu de l’article de Wikipédia en anglais intitulé « Arco, Idaho » (voir la liste des auteurs).